# Чепуров, Константин Павлович
Константи́н Па́влович Чепу́ров (18 мая 1918, Меловое — 1994, Полтава) — советский украинский микробиолог. Заслуженный деятель науки УССР (1968).

## Биография
Константин Чепуров родился в селе Меловое Марковской волости Старобельского уезда Харьковской губернии. В 1938 году окончил Харьковский ветеринарный институт. В своих работах исследовал возбудителей инфекционных болезней, возможности создания биологических препаратов. В 1953 году получил степень доктора ветеринарных наук, с 1954 года — профессор.

## Награды
- Сталинская премия третьей степени (1952) — за разработку и внедрение в практику новых биологических препаратов вакцины и сыворотки против диплококковых заболеваний с/х животных